# Église Saint-Germain de Coucy-lès-Eppes
L'église Saint-Germain de Coucy-lès-Eppes est une église située à Coucy-lès-Eppes, en France.

## Localisation
L'église est située sur la commune de Coucy-lès-Eppes, dans le département de l'Aisne.